# Agastache breviflora
Agastache breviflora är en kransblommig växtart som först beskrevs av Asa Gray, och fick sitt nu gällande namn av Carl Clawson Epling. Agastache breviflora ingår i släktet anisisopar, och familjen kransblommiga växter. Inga underarter finns listade i Catalogue of Life.